# Friedrich Anton Ulrich (Waldeck-Pyrmont)

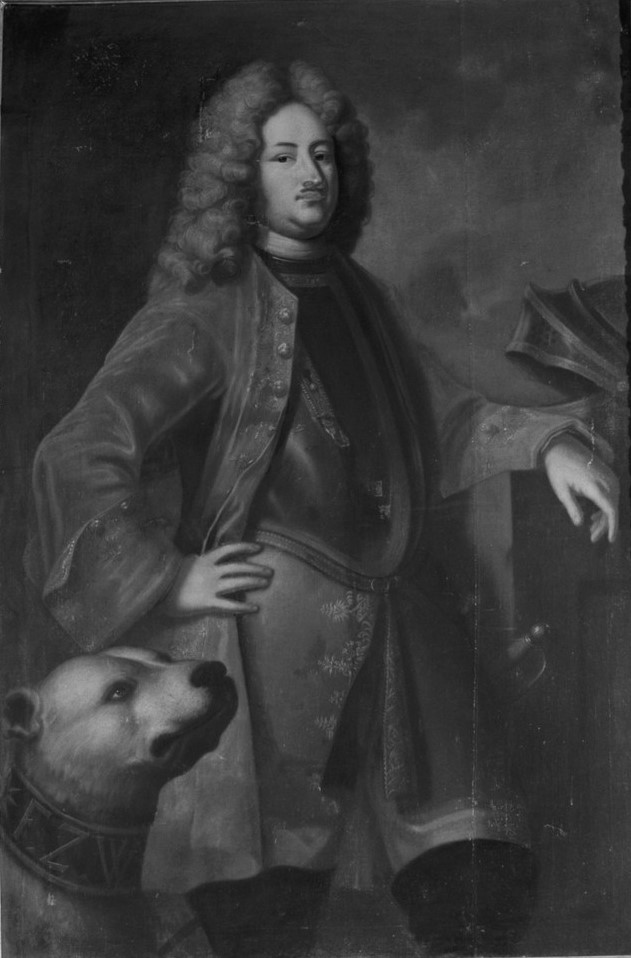
Fürst Friedrich Anton Ulrich Waldeck, nach einem Gemälde von ca. 1725

Friedrich Anton Ulrich von Waldeck (* 27. November 1676 in Landau; † 1. Januar 1728 in Pyrmont) war Graf und ab 1712 Fürst von Waldeck und Pyrmont.
Friedrich Anton Ulrich war der Sohn von Christian Ludwig, Graf zu Waldeck-Wildungen, und Anna Elisabeth, Erbin von Rappoltstein. Damit entstammte er dem Haus Waldeck. Von 1706 bis 1712 war er Graf von Waldeck und Pyrmont. Am 6. Januar 1712 wurde er von Kaiser Karl VI. in den erblichen Fürstenstand erhoben und nannte sich seitdem Fürst zu Waldeck und Pyrmont.
Er erbaute das Jagdschloss Friedrichsthal (1701) in Selbach, das Barockschloss zu Pyrmont (1706), Schloss Friedrichstein in Wildungen (1707–1714) und schließlich das Residenzschloss Arolsen (1713–1729) und begründete damit Arolsen als Residenzstadt (1719). Seine Schlossbauten hatten eine erhebliche und dauerhafte Verschuldung des kleinen Fürstentums zur Folge.
Seine letzte Ruhestätte befindet sich im ehemaligen Kloster Marienthal in der Grabkapelle St. Nikolaus in Netze.

## Ehe und Nachkommen
Am 18. Oktober 1700 heiratete er in Hanau Louise (* 28. Oktober 1678; † 3. Mai 1753), Pfalzgräfin von Zweibrücken-Birkenfeld, Tochter von Christian II. Der Ehe entsprangen 11 Kinder:
- Christian Philipp (* 13. Oktober 1701; † 17. Mai 1728), Fürst zu Waldeck
- Friederike Magdalene (* 1702; † 1713)
- Henriette (* 17. Oktober 1703; † 29. August 1785), Äbtissin im Stift Schaaken
- Karl August Friedrich (* 24. September 1704; † 19. August 1763), Fürst zu Waldeck und Pyrmont
- Ernestine Luise (* 6. November 1705; † 16. Mai 1782) ⚭ 1737, Friedrich Bernhard (1697–1739). Pfalzgraf zu Birkenfeld-Gelnhausen Sohn von Johann Karl
- Ludwig Franz Anton (* 5. Mai 1707; † 24. Juli 1739), Prinz zu Waldeck, österr. Generalfeldwachtmeister, gefallen bei Grocka
- Johann Wilhelm (* 1708; † 1713)
- Sofie Wilhelmine Elisabeth (* 4. Januar 1711; † 10. August 1775)
- Franziska Christiane Ernestine (* 9. Mai 1712; † 6. Januar 1782)
- Luise Albertine Friederike (* 12. Juni 1714; † 17. März 1794), Äbtissin im Stift Schaaken
- Josef (* 1715; † 1719)